# Штёркатен
Штёркатен (нем. Störkathen) — община в Германии, в земле Шлезвиг-Гольштейн. 
Входит в состав района Штайнбург. Подчиняется управлению Келлингхузен-Ланд.  Население составляет 102 человека (на 31 декабря 2010 года). Занимает площадь 2,03 км².